# Stanisław Jasiński (pszczelarz)
Stanisław Jasiński (ur. 7 listopada 1900 w Lublinie, zm. 27 lipca 1984 w Lublinie) – wykładowca Katolickiego Uniwersytetu Lubelskiego, żołnierz 1. Pułku Strzelców Konnych Wojska Polskiego, zasłużony dla polskiego pszczelarstwa.

## Życiorys
Stanisław Jasiński urodził się 7 listopada 1900 r. w Lublinie w rodzinie zamożnego rolnika Feliksa Jasińskiego i Franciszki z d. Sygnowskich. W latach 1915–1919 uczęszczał do gimnazjum im. St. Staszica w Lublinie, ostatnią klasę przerwała mu wojna z bolszewicką Rosją, w związku z czym maturę zdał dopiero w roku 1922.
W trakcie walk z Rosją bolszewicką walczył pod dowództwem płk. Koreckiego w 1. Pułku Strzelców Konnych Wojska Polskiego, którym to dowodził Juliusz Rómmel.
W latach 1923–1925 studiował w Studium Ogrodnictwa Katolickiego Uniwersytetu Lubelskiego, w którym po zakończeniu nauki sam wykładał.
W 1925 roku zaledwie 25-letni Stanisław Jasiński założył Towarzystwo Pszczelnicze w Lublinie, po czym zostaje jego sekretarzem. Następnie zostaje członkiem zarządu Spółdzielni Ogrodniczo-Pszczelarskiej w Lublinie. Równolegle pracuje jako instruktor pszczelarski Wojewódzkiego Związku Kółek Rolniczych i w niedługim czasie zostaje tam mianowany prezesem sekcji pszczelarskiej.
W roku 1932 Stanisław Jasiński zawiązuje Związek Pszczelarzy Spółdzielnię z ograniczonymi udziałami w Lublinie i zostaje jej prezesem. Stanowisko to piastuje on przez cały czas siedemnastoletniego istnienia spółdzielni (tj. przez lata 1932–1949) z trzyletnią przerwą w latach 1942–1945, gdy hitlerowskie władze okupacyjne usunęły go ze stanowiska obsadzając je kolaborantką.
Do września 1939 roku Spółdzielnia Pszczelarzy pod kierownictwem Stanisława Jasińskiego zgromadziła 11 500 udziałowców oraz obejmowała swoimi wpływami 2/3 terytorium II Rzeczypospolitej Polskiej. Od początku do końca powstania Lubelskiej Izby Pszczelarskiej, tj. w latach 1933–1946 był jej inspektorem pszczelarskim, a w latach 1945–1949 był także wiceprezesem Centralnego Związku Pszczelarskiego.
W prowadzonej przez Stanisława Jasińskiego spółdzielni powstało laboratorium do badania jakości miodu i prac naukowych nad nim. Jego efektem jest m.in. wprowadzona i upowszechniona w Polsce standaryzacja miodu. Po 12 latach istnienia laboratorium stało się częścią Instytutu Pszczelarskiego, który ostatecznie został przekazany do Instytutu w Puławach. Spółdzielnia znana była z organizacji produkcji miodów pitnych, prowadziła także miodowe sklepy po jednym w Krakowie i Łodzi, oraz po dwa w Warszawie i w Lublinie. Ważnym osiągnięciem osobistym Stanisława Jasińskiego był uczciwy podział zysków pochodzących ze sprzedaży miodu. Dzielony był on w proporcjach: 2/3 ze sprzedaży trafiało w ręce producenta miodu, a zaledwie 1/3 do kasy spółdzielni. Podział ten spółdzielcy nazywali od jego twórcy: normą Jasińskiego. Spółdzielnia reprezentowana przez Jasińskiego uczestniczyła aktywnie we wszystkich wystawach, zjazdach oraz kongresach pszczelarskich w międzywojennej Polsce. Ważnym osiągnięciem Spółdzielni Związek Pszczelarzy jest Złoty Medal przyznany jej na Wszechsłowiańskiej Wystawie w Bukareszcie w 1934 roku oraz taki medal w San Antonio w roku 1936. Okres świetnego rozwoju przerwał wybuch II wojny światowej.
Po wybuchu kampanii wrześniowej Stanisław Jasiński brał udział w wojnie obronnej, a po powrocie z wojny organizował dalszą pracę Spółdzielni. W trakcie okupacji Niemcy odbierali pszczelarzom miód i przeznaczali go dla załóg samolotów i łodzi podwodnych. Planem władz okupacyjnych było nałożenie kontyngentu w wysokości 5 kg miodu z ula, w celu zaopatrzenia produktem tym całej armii hitlerowskiej. Kontyngentowi skutecznie przeciwstawił się Stanisław Jasiński. Uratował on także pieniądze lubelskich pszczelarzy, bez zgody okupanta zakupując za nie kamienicę oraz plac budowlany na terenie Lublina. Za swoje działania zostaje on uwięziony w katowni Pod Zegarem, a zarazem przestaje być prezesem spółdzielni. Pod jego nieobecność Niemcy dokonują radykalnej zmiany w organizacji pszczelarzy. Związek Pszczelarzy pozostawiają przy Izbie Rolniczej jako część jej struktury, jako organizację niesamodzielną, zaś sama spółdzielnia zmienia nazwę na Apis i zostaje obsadzona kolaborantami.
W czasie okupacji przy Szkole Rolniczej w Klementowicach k/Nałęczowa staraniem Stanisława Jasińskiego działa Roczne Studium Pszczelarskie, które po wyzwoleniu tych ziem spod okupacji nazistowskiej przeniesione zostaje do Żabiej Woli. W listopadzie 1944 roku dokonuje naboru na rok szkolny 1944/1945 do powstałego z inicjatywy Związku Pszczelarzy 3-letniego Liceum Pszczelarskiego (przy Lubelskiej Izbie Rolniczej).
Z reformy rolnej Izba uzyskuje resztówkę (50 ha) majątku Rohlandów w Żabiej Woli i przekazuje go w administracje Pszczelarzy. Staraniem Stanisława Jasińskiego umieszczono tutaj dwa Wydziały Instytutu Pszczelarskiego, a także powstawał skansen, a budynki gospodarcze przebudowywano na planowane tutaj otwarcie sanatorium jadoleczniczego. Uruchomiono tu także tartak z produkcją uli dla pszczelarzy, skanalizowano pałac, doprowadzono wodę oraz energię elektryczną. Z inicjatywy Stanisława Jasińskiego przywieziono tutaj pszczelarską bibliotekę lwowską, wraz z którą trafić tutaj miały zbiory Teodora Rembalskiego – twórcy organizacji pszczelarskiej Rodziny Kolejowej. Ściągnięto także zdobyte przez inż. Pawłowskiego i ukryte przed Niemcami pamiątki po wybitnym pszczelarzu śląskim księdzu Janie Dzierżoniu. Pozyskana dla Izby Rolniczej w sąsiednich Osmolicach istniejąca gorzelnia produkowała alkohole na bazie naturalnego miodu. W położonych niedaleko Zemborzycach na ok. 10 hektarach powstał park i poletka roślin, w tym drzew miododajnych, którymi później obsadzano drogi, otoczenie kościołów, bezpłatnie rozdawano je pszczelarzom, aby upowszechnić sadzenie roślin pożytecznych dla pszczół. Zamysłem twórców było stworzenie miejsca, gdzie kwitnąć miała nowatorska nauka oraz miała być gromadzona sztuka pszczelarska, tworząc tym samym jedyny w swoim rodzaju kompleks pszczelarski na terenie Europy.
Stanisław Jasiński od listopada 1945 r. do lutego 1948 r. nie brał ze spółdzielni wynagrodzenia za pracę ani nie obciążał kosztami delegacji. Choć powojenna rzeczywistość była trudna dla miejscowych pszczelarzy (spółdzielnia została ograbiona przez uciekające wojska niemieckie), to ze względu na osiągane przez nich wyniki, o lubelskich pszczelarzach-spółdzielcach mówiono wówczas Rzeczpospolita Pszczelarska. Sukcesy ekonomiczne osiągane przez spółdzielnię były wówczas rzadkością na skalę całego kraju.
Wraz z nadejściem nowych władz komunistycznych nastąpiła najpierw likwidacja Izby Rolniczej, później wprowadzano sowiecki system centralnego sterowania gospodarką, a Rzeczpospolita Pszczelarska, która opowiadała się za rozwiązaniami demokratycznymi i poszanowaniem statutu musiała spotkać się z negatywną reakcją władz. W związku z tym Centralny Związek Pszczelarzy telegraficznie zawiesił zarząd spółdzielni, a 14 maja 1949 roku Rada Nadzorcza odwołała Stanisława Jasińskiego z funkcji prezesa. W ramach zmian gospodarczych od 1 lipca 1949 roku doszło do połączenia Spółdzielni Związek Pszczelarzy ze Spółdzielnią Ogrodniczą, przejmując tym samym majątek pszczelarzy i zmieniając nazwę na Spółdzielnię Ogrodniczo-Pszczelarską (Spółdzielnię Pszczelarzy wykreślono z rejestru sądowego w sierpniu 1949 roku). Dokumenty i majątek ruchomy bez zapowiedzi zapakowano na ciężarówki i wywieziono do siedziby nowej spółdzielni bez jakiegokolwiek spisu. Przy okazji bezpowrotnie zaginęło kilka wagonów wysokiej klasy drewna i blachy zdobytej i przygotowanej do budowy kombinatu pszczelarskiego złożonych na posesji spółdzielni. Stanisława Jasińskiego i sześciu członków władz spółdzielni aresztowano przetrzymując przez okres 2,5 roku w więzieniu na Zamku Lubelskim na czas przeprowadzenia śledztwa oraz podczas procesu. W wyniku przeprowadzonych czynności sądowniczych sześciu pszczelarzy otrzymało wyroki więzienia, przy czym najdłuższy wyrok 3 lata i 6 miesięcy otrzymał Stanisław Jasiński. Wyrok ten na mocy amnestii obniżony został do 2 lat i 7 miesięcy, który to w całości osądzony odsiedział.
Od wyjścia z więzienia w 1952 roku, aż do śmierci w 1984 roku, czyli w okresie 32 lat zatrudniono go tylko przez ostatnie 3 lata przed emeryturą oraz nie dopuszczano do społecznych stanowisk w organizacjach pszczelarskich.
We własnej 70-piennej pasiece produkował miód najwyższej klasy – w latach 1961–1963 przez trzy kolejne lata zdobywał nagrody na Jesiennych Targach Poznańskich.
Stanisław Jasiński zmarł 27 lipca 1984 roku w Lublinie.

## Osiągnięcia naukowe
Mimo oporu władz Stanisław Jasiński nie poddawał się, założył sekcję pszczelarską w NOT-cie oraz kontynuował współpracę z naukowcami. Do osób współpracujących z Jasińskim należał m.in. prof. dr Leopold Weber z Lwowskiej Izby Rolniczej (późniejszy profesor WSR we Wrocławiu). Pasją naukową ich obu było zastosowanie mleczka pszczelego do celów leczniczych.
Stanisław Jasiński wraz z Zygmuntem Zniszczyńskim opracowali technologiczną instrukcję dotyczącą produkcji mleczka pszczelego, a upowszechnioną w 1958 roku wśród lubelskich pszczelarzy.
Drugą pasją naukową Jasińskiego były rośliny miododajne. W okresie przedwojennym Stanisław Jasiński współpracował z prof. Ewertem, który w Landsbergu an der Warten prowadził badania naukowe nad wydajnością nektarową lip, a których to sadzonki po wojnie Jasiński sprowadził do Lublina (i obsadził nimi ulicę Zemborzycką i Osmolicką w Lublinie tworząc lubelską aleję Unter der Linden).
Przedmiotem współpracy Stanisława Jasińskiego po 1945 roku z prof. dr Konstantym Strawińskim, prof. dr Zofią Deminanowiczową, prof. dr Zofią Warakomską, z prof. dr Julią Piasecką z UMCS-u była także wydajność odmian lip. W efekcie tej współpracy stworzono 8 lubelskich kolekcji lip o najwyższej wydajności nektaru do potrzeb pszczelarstwa.
Niedoceniony w kraju, odsunięty od wszelkiej publicznej działalności 75-letni nestor pszczelarstwa Stanisław Jasiński został zaproszony do wygłoszenia referatu podczas XXV Międzynarodowego Kongresu Apikultury w Grenoble we Francji w 1975 r. Jury Kongresu przyznało Stanisławowi Jasińskiemu srebrny medal za całokształt indywidualnych osiągnięć w pszczelarstwie.